# Вилохвостая чайка
Вилохвостая чайка (лат. Xema sabini) — вид птиц из семейства чайковых (Laridae), единственный в роде вилохвостых чаек (Xema). Гнездятся в основном в арктической тундре и лишь изредка встречаются в более южных регионах.

## Описание
У этого вида чаек, величиной 33 см, сильно раздвоен хвост. Края крыльев сверху чёрного цвета, а сзади на каждом крыле белый треугольник. Во время брачного оперения голова серая, от белой шеи её отделяет тонкое чёрное кольцо. В обычном оперении у вилохвостой чайки белая голова. У молодых особей белый хвост окаймлён чёрными кончиками перьев. Короткий клюв окрашен в чёрный цвет за исключением жёлтого кончика. Ноги серого цвета.

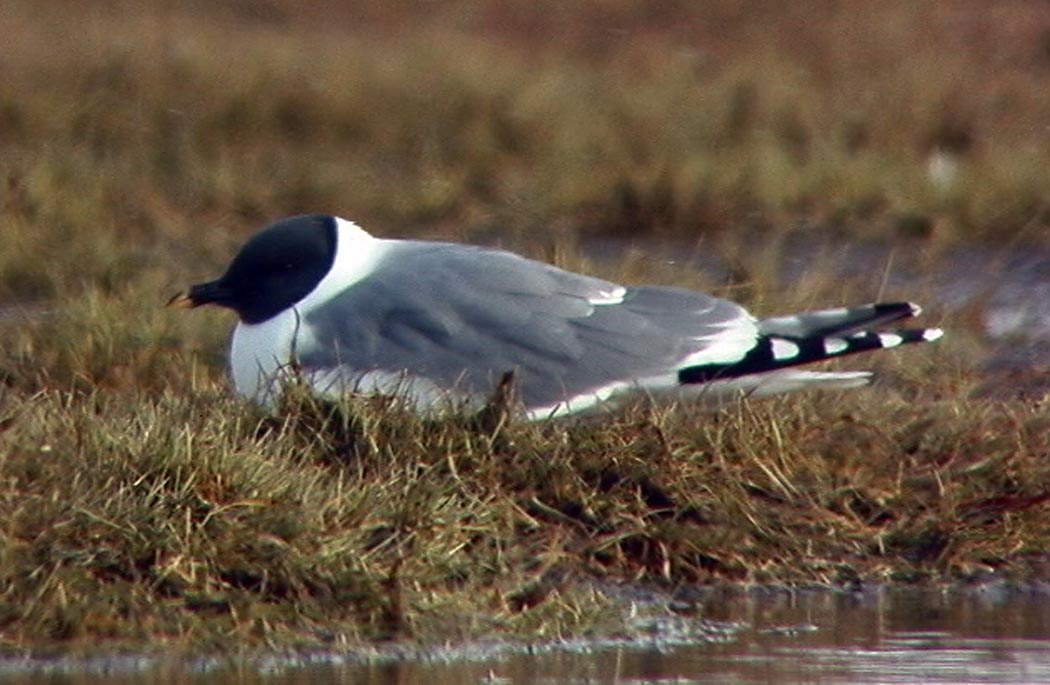
Вилохвостая чайка

Вилохвостая чайка отличается от моевки и малой чайки более раздвоенным хвостом и отсутствим чёрных полосок на крыльях. Голос хриплый и похожий на представителей семейства крачковых. Их вилохвостая чайка напоминает и в полёте, так как её тело при каждом ударе крыльев приподнимается.

## Распространение
Вилохвостая чайка населяет прибрежные регионы Арктики и гнездится в тундре. Её ареалы гнездования находятся на крайнем севере Сибири, на Шпицбергене, в Гренландии и на северном побережье Канады и Аляски. Некоторые странствующие экземпляры изредка попадаются и в Западной Европе, бури иногда заносят их и вглубь материка. В зимнее время эти птицы в больших количествах мигрируют на юг, в область прохладного Бенгельского течения, иные особи перезимовывают на западном побережье Южной Америки. Вилохвостая чайка преодолевает при перелётах большие расстояния, её ареалы зимовки расположены в Атлантическом и Тихом океане. При этом она обитает в открытом море и почти не приближается к побережью.

## Поведение

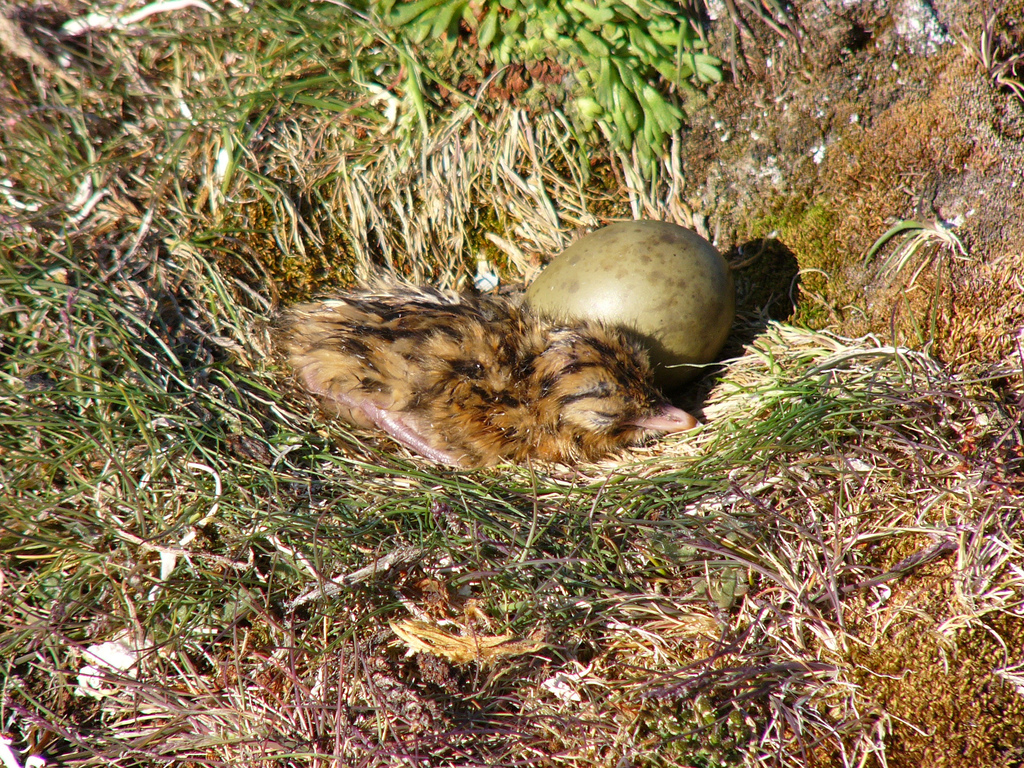
Гнездо с недавно вылупившимся птенцом

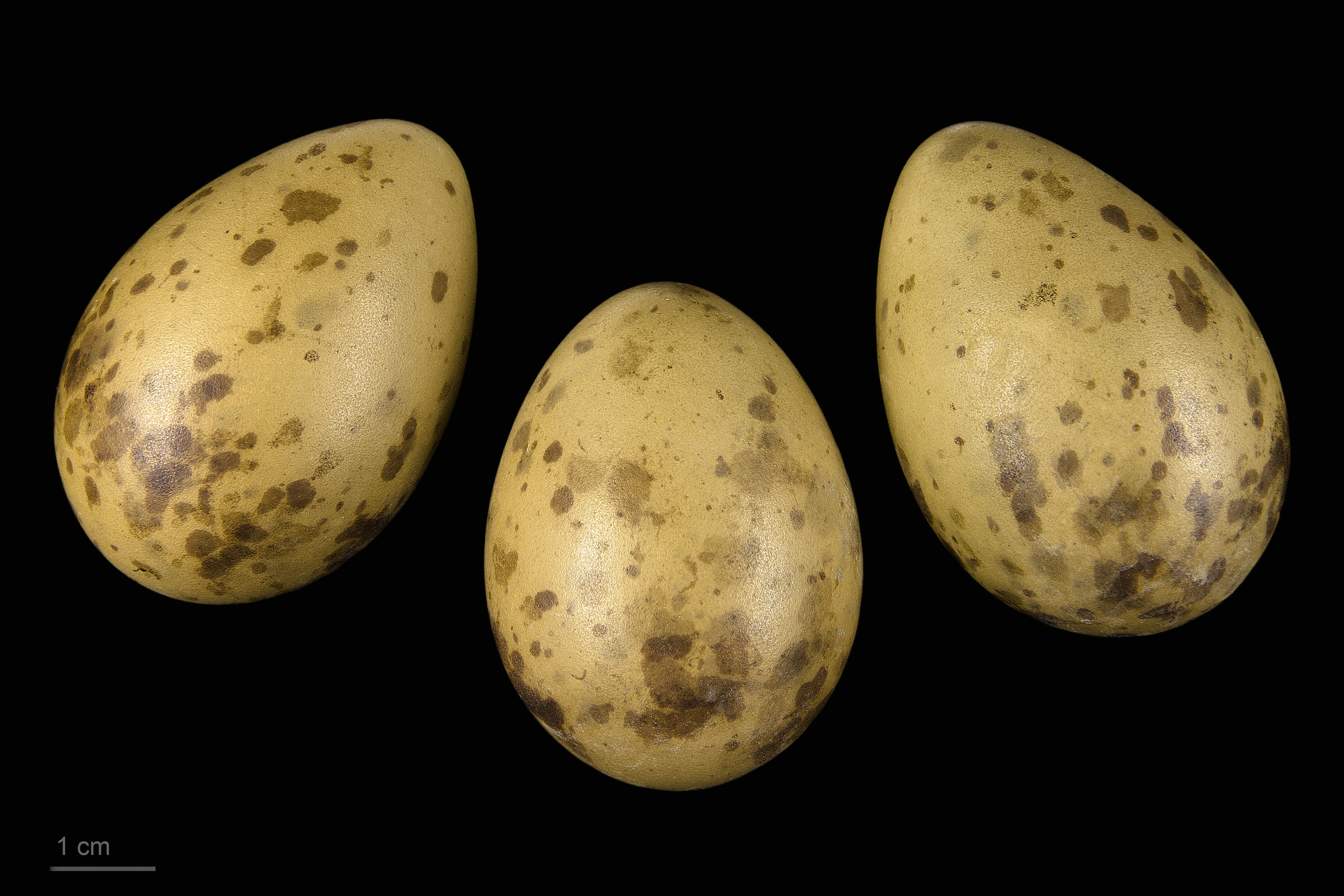
яйцо Xema sabini - Тулузский музеум

Вилохвостая чайка питается насекомыми и их личинками, ракообразными, небольшими моллюсками и рыбой. Добычу она, как правило, схватывает прямо в полёте, находясь над поверхностью воды. На пляжах она подбирает пищу на ходу, а в море иногда ищет добычу вплавь. Этот вид придерживается моногамных сезональных отношений и, за редкими исключениями, год от года возвращается на прошлогоднее место гнездования. Вилохвостая чайка гнездится в колониях в илистых труднодоступных регионах тундры и вдоль пологих побережий. В кладке в среднем по три яйца, которые насиживаются обоими родителями на протяжении 23—24 суток. В этот период главной опасностью является лакомящийся яйцами песец.

## Численность
Численность вилохвостых чаек оценивается в 400—700 тысяч особей. МСОП не относит их к состоящим под угрозой видам.